# Eterosonycha alpina
Eterosonycha alpina is een spinnensoort in de taxonomische indeling van de Micropholcommatidae.
Het dier behoort tot het geslacht Eterosonycha. De wetenschappelijke naam van de soort werd voor het eerst geldig gepubliceerd in 1932 door Arthur Gardiner Butler.